# Ivanti
Ivanti — компания-разработчик программных решений для управления системами, безопасностью и процессами.

## История
Компания основана в 1985 году под названием «LAN Systems», в 1991 году поглощена компанией «Intel» и стала её подразделением «Intel LANDesk». В 2002 году LANDesk Software стала самостоятельной компанией с штаб-квартирой в Солт-Лейк Сити. В 2006 году приобретена компанией «Avocent» за 416 млн долларов США.
В 2012 году «LANDesk» купила поставщика мобильных решений и систем для мобильных устройств по управлению на складе — компанию «Wavelink». В 2013 году — компанию «Shavlik», которая специализируется на обеспечении защиты и обновлении серверов, рабочих станций, как в физическом исполнении, так и виртуальном. В 2014 году — компанию LetMobile, специализирующуюся на решениях по безопасности для мобильных устройств. В 2015 году — компанию по созданию систем отчетности для различных информационных систем «Xtraction». В 2016 году — компанию «AppSense».
В 2017 году компании «LANDesk» и «Heat Software» объединились и произвели ребрендинг; объединенная компания стала называться «Ivanti».
В 2012 году компания «LANDesk» открыла своё представительство в Москве.

## Основные продукты
Компания Ivanti в своей продуктовой линейке делает упор на пять ключевых направлений:
- управление ИТ-инфраструктурой (Management Suite, Environment Manager, Performance Manager, DataNow, LANdesk Cloud Service Appliance, Ivanti Neurons)
- обеспечение безопасности конечных устройств ИТ-инфраструктуры (Security Suite, Patch Manager, Application manager)
- управление ИТ-сервисами (Service Desk)
- управление ИТ-активами (Asset Manager, Asset Intelligence, IT Asset Management)
- отчетность и мониторинг (Xtraction, Insight)

Ivanti Management Suite
Позволяет автоматизировать управление над рабочими станциями, серверами и другим аппаратным и программным обеспечением. Продукт имеет как центральную консоль, устанавливаемую на устройство, так и WEB-консоль, запускаемую с любого устройства. Ключевыми функциональными характеристиками решения являются: инвентаризация ПО и АО, учёт и управление лицензиями ПО, распространение ПО посредством технологии P2P, миграция операционных систем (как Microsoft, так и семейства Unix), дистанционное управление, создание отчетов, а также управление энергопотреблением.
Согласно отчету Gartner, решение Management Suite является одним из лучших в своем классе.
Ivanti Security Suite
Решение для управления и обеспечения безопасности всех устройств и критически важных данных в корпоративной сети. Интегрируется с решением Management Suite в единую консоль. Совместное решение представляет собой единый комплекс по управлению и защите устройств. Ключевыми функциональными характеристиками решения являются: патчинг (как Microsoft, так и сторонних разработчиков), создание черных и белых списков приложений, контроль подключаемых устройств, аудит и комплаенс, антивирус (OEM версия Антивируса Касперского), блокирование и удаление шпионского ПО, брандмауэр, создание отчетов.
Ivanti Mobility Manager
Решение по управлению как телефонами, планшетами, штрих-сканерами и другими системами, имеющие свои операционные системы. Решение имеет как облачную версию, так и стационарную версию. После приобретения компании LetMobile появилось отдельное решение по обеспечению безопасности почтовой корреспонденции и её разделения на корпоративную и личную.
Ivanti Service Desk
Service Desk соответствует 15 процессам ITIL. Сама система обладает тремя консолями: главной, web, а также консолью для мобильных устройств. Одним из преимуществ системы LANESK Service Desk является отсутствие необходимости в программировании. Прорисовка процессов осуществляется через дизайнер форм, который можно настроить в зависимости от желания клиента. Сама система имеет интеграционные модули с телефонией, электронной почтой. Может «забирать» данные для наполнения CMDB через такие сторонние системы, как Microsoft System Center Configuration Manager, Novell Zenworks.
Ivanti Asset Manager
Asset Manager является решением по контролю ИТ-активов с момента их заказа и далее на протяжении жизненного цикла до утилизации. Приложение позволяет автоматизировать процессы в управление ИТ-активами, имея постоянно актуальную информацию. Модуль включает в себя консоль дизайнера и веб-консоль. Первая является инфраструктурой и уже готовой сконфигурированной системой управления. Web-приложение предназначено для ввода, синхронизации, согласования и просмотра активов.
Data Analytics
Data Analytics решение предназначенное для анализа данных в ИТ-инфраструктуре. Решение, используя БД Microsoft SCCM или Management Suite, проанализировать программное и аппаратное обеспечение. Data Analytics позволяет учитывать количество купленных лицензий ПО и соотносить с используемым ПО, проводить автоматическую нормализацию данных (путём объединения одних и тех же продуктов, но под разными именами в одну группу), обнаружить сетевые устройства по протоколу SNMP.
Также компания создала специальные комплексные решения — TUMs (Total User Management) and SUMs (Secure User Management). Платформа TUM объединяет в себе все продукты компании, а платформа SUM направлена на комплексное управление ИТ-инфраструктурой. Ключевыми способностями данных пакетов является то, что лицензируются они за одного пользователя, а не устройство. Другими словами, сотрудник может иметь 3 устройства, а компания будет платить только за одного пользователя
Ivanti Patch Manager
Решение от позволяет обеспечить безопасное обновление как серверов компании, так и рабочих станций. Также, система проводит обновление виртуальных систем, не требуя ручного запуска и перезагрузки. Все происходит в автоматическом режиме. Patch Manager можно интегрировать в систему управления
ИТ-инфраструктурой от Microsoft и обеспечить возможность исправления ПО сторонних разработчиков (Adobe, Apple, Java, Google, Firefox и др.).
Ivanti Xtraction
BI-решение (бизнес-аналитика) позволяет агрегировать информацию с различных ИТ-систем (систем управления, систем мониторинга, систем безопасности, систем управления ИТ-услугами, телефонии) и бизнес-систем в единую панель отчетности. Поддерживает сбор информации от таких производителей как, Cisco, Avaya, CA, BMC, Service now, Microsoft, Landesk, Jira, SolarWinds и другие
Ivanti Neurons
Решение по управлению устройствами и приложениями (англ. Enterprise Mobility Management, EMM) для устройств на базе ОС iOS, Android, macOS и Windows. Изначально является продуктом компании MobileIron, которая был приобретена Ivanti в декабре 2020 года за $872 млн.

## Работа в России и СНГ
Начиная с 2003 года, в России и СНГ внедрено более 200 крупных проектов у следующих заказчиков: «Аэропорт Домодедово», «ВТБ 24», «Магнит», «Castorama», «Burger King», «Egis», «Народный банк Казахстана», «Беларуськалий», «Sberbank CIB», "Восточная техника, «Салют», «НПО им. Лавочкина», «Каспи Банк», «Акрихин», «Башнефть», «Вертолеты России», «ОАК», «Объединенная судостроительная корпорация», «ЭР-Телеком», «Финансовая корпорация „Открытие“», «Ханты-Мансийский банк», «Мечел», «Крайинвестбанк», «СДМ-банк», Счетная Палата Российской Федерации, «Норильскгазпром» и др.